# Kayuloko
Kayuloko is een bestuurslaag in het regentschap Wonogiri van de provincie Midden-Java, Indonesië. Kayuloko telt 4083 inwoners (volkstelling 2010).